# Thủy bao nhãn
Thủy bao nhãn là một giống cá vàng cảnh với cặp mắt hướng lên trên có hai túi chất lỏng lớn. Giống cá này không có vây lưng, một con cá đẹp phải có lưng trần và bong bóng mắt tương xứng với màu sắc và kích thước cơ thể. Bong bóng mắt rất dễ vỡ nên cần được cách li khỏi cá dữ, mặc dù nó sẽ tự liền lại sau khi thủng. Giống cá này bơi không tốt do bong bóng mặt quá to, nó thường bị hút vào máy lọc hay ống xiphông trong hồ cá. Tại Nhật Bản, nó được gọi là suihogan.

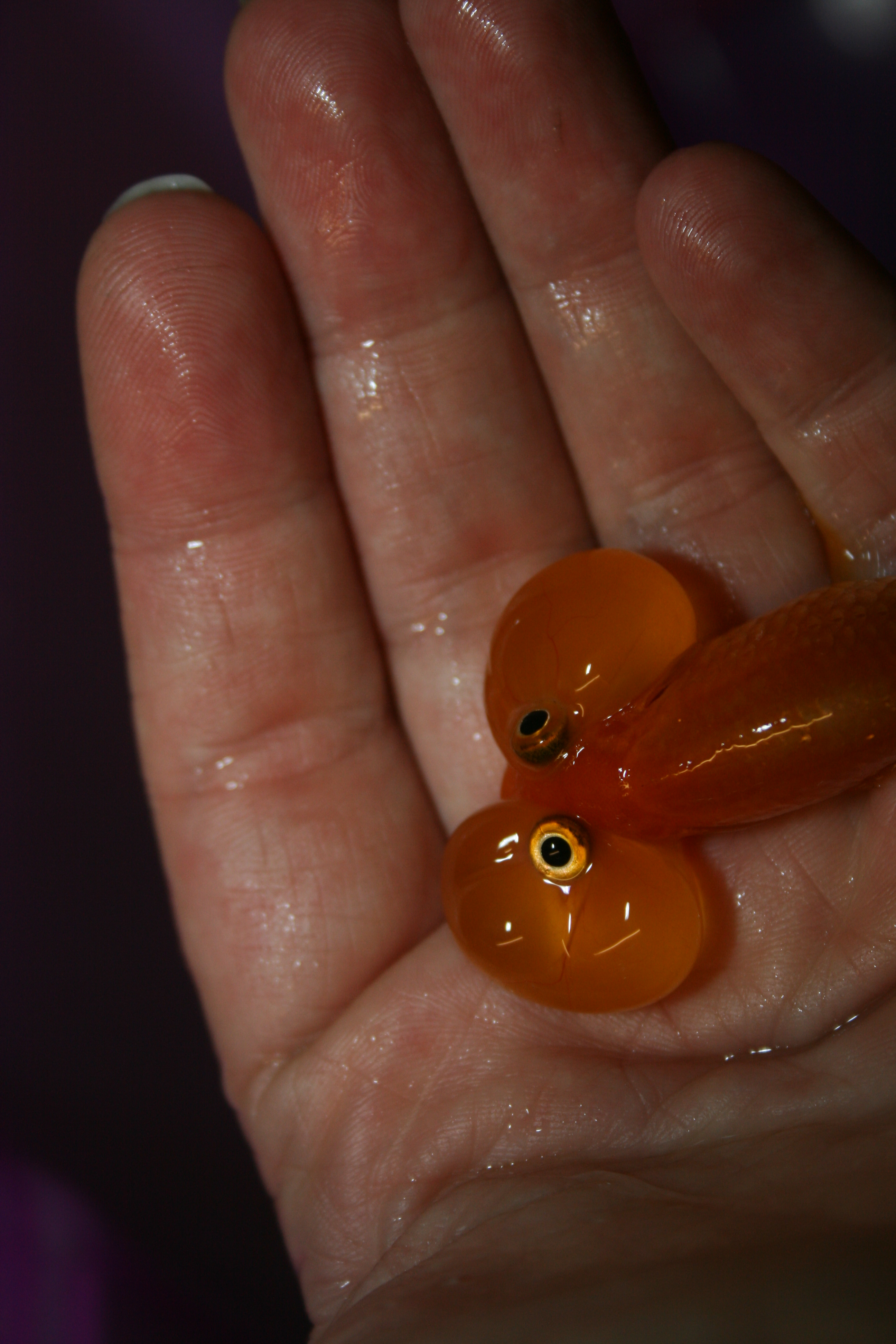